# Steven Mond
Steven Mond (Canada, 12 maggio 1971) è un attore canadese.

## Biografia
Il suo ruolo più noto è quello di Robbie Jayson, amico del protagonista Arnold Jackson, in svariati episodi della serie televisiva Il mio amico Arnold. Mond è apparso come ospite anche in CHiPs e Quincy. Ha anche partecipato al film di Steven Spielberg, 1941 - Allarme a Hollywood.
Da diverso tempo si è ritirato a vita privata.